# Triunvirato de República Dominicana
El Triunvirato de la República Dominicana fue un gobierno de facto establecido el 25 de septiembre de 1963 tras el derrocamiento del presidente Juan Bosch, quien había sido elegido democráticamente en las elecciones de 1962.
Este régimen estuvo conformado inicialmente por Emilio de los Santos, Manuel Enrique Tavares Espaillat y Ramón Tapia Espinal, aunque sufrió cambios en su composición a lo largo de su existencia.
El Triunvirato se caracterizó por una fuerte represión política y la suspensión de derechos constitucionales, lo que generó una creciente oposición que desembocó en la Guerra Civil de abril de 1965. Finalmente, el gobierno fue derrocado el 25 de abril de 1965, dando paso a un período de intervención militar estadounidense y al eventual retorno a la democracia en 1966.

## Antecedentes
La República Dominicana vivió una dictadura de más de 30 años bajo el gobierno de Rafael Leónidas Trujillo (1930-1961). Durante este período, Trujillo concentró el poder de manera absoluta, controlando todas las instituciones del Estado y eliminando cualquier tipo de oposición política mediante la represión, el exilio y el asesinato de sus adversarios. Su régimen dejó profundas secuelas en la sociedad dominicana, caracterizadas por la falta de libertades políticas, la censura y la militarización del Estado.
El asesinato de Trujillo el 30 de mayo de 1961 marcó el inicio de un complejo proceso de transición política. Inicialmente, el poder quedó en manos de su sucesor, Joaquín Balaguer, quien intentó mantener el control del país con el apoyo de sectores trujillistas. Sin embargo, la presión interna y externa, especialmente de los Estados Unidos, forzó la liberalización del régimen y la convocatoria a elecciones libres en 1962.
Las elecciones de diciembre de 1962 fueron las primeras democráticas en más de tres décadas, resultando en la victoria de Juan Bosch, candidato del Partido Revolucionario Dominicano (PRD). Bosch asumió la presidencia el 27 de febrero de 1963 con un programa de reformas progresistas que incluía la promulgación de una nueva Constitución, la promoción de derechos laborales, la reforma agraria y la reducción de la influencia de las fuerzas armadas en la política.
No obstante, sus reformas encontraron una feroz oposición por parte de sectores conservadores, terratenientes, empresarios, la jerarquía de la Iglesia Católica y altos mandos militares, quienes veían en sus políticas una amenaza a sus intereses. La nueva Constitución de 1963, que establecía mayores libertades civiles y políticas, la eliminación de los privilegios de la oligarquía y la no injerencia de la Iglesia en asuntos del Estado, fue particularmente controversial.
El contexto internacional también influyó en la crisis. En plena Guerra Fría, cualquier movimiento progresista en América Latina era visto con recelo por Estados Unidos, que temía la expansión del comunismo en la región tras la Revolución Cubana de 1959. A pesar de que Bosch no era comunista, sus medidas fueron percibidas como una amenaza para la estabilidad de la región y generaron preocupación en Washington.
Ante este panorama, el 25 de septiembre de 1963, un grupo de militares, con el respaldo de sectores conservadores, dio un golpe de Estado que depuso a Bosch y estableció el gobierno del Triunvirato, poniendo fin a la primera experiencia democrática del país tras la dictadura de Trujillo.

## Historia
Tras la instauración del Triunvirato, el gobierno intentó legitimarse mediante decretos y discursos que justificaban la necesidad de estabilidad política. Sin embargo, la represión de opositores y la eliminación de derechos constitucionales generaron un creciente malestar entre la población y diversos sectores políticos.
En los meses siguientes, se produjeron numerosos arrestos, exilios forzados y persecuciones contra miembros del PRD y otras agrupaciones progresistas. Grupos guerrilleros comenzaron a organizarse en el interior del país, mientras que en el exilio se fortalecieron movimientos opositores que buscaban la restauración democrática.
La administración de Donald Reid Cabral, quien asumió la presidencia del Triunvirato tras la renuncia de Emilio de los Santos, intentó mejorar la imagen del régimen mediante ciertas reformas económicas y la promoción de inversiones extranjeras. No obstante, su falta de legitimidad y la presión social hicieron que el gobierno fuera cada vez más débil.
El clima de inestabilidad se acentuó con huelgas, protestas y el descontento de sectores militares que simpatizaban con la Constitución de 1963. Esto llevó al levantamiento del 24 de abril de 1965, cuando militares constitucionalistas liderados por Francisco Caamaño y otros oficiales iniciaron un movimiento armado para restaurar el gobierno de Bosch.
La respuesta del Triunvirato fue ordenar la represión del levantamiento, pero el control de la situación se les escapó rápidamente. La crisis escaló hasta convertirse en un conflicto armado conocido como la Guerra Civil de 1965. En medio del caos, el presidente estadounidense Lyndon B. Johnson ordenó la intervención de más de 40,000 marines el 28 de abril de 1965, con el argumento de evitar la instauración de un gobierno comunista en el país.
El Triunvirato se disolvió oficialmente el 25 de abril de 1965, cuando fue reemplazado por un gobierno provisional liderado por Héctor García-Godoy. Este nuevo gobierno se encargó de organizar elecciones democráticas en 1966, en las que Joaquín Balaguer resultó electo, dando inicio a un nuevo período en la historia política dominicana, caracterizado por un régimen autoritario con respaldo estadounidense.